# Obersturmbannführer

Emblema de coll d'un Obersturmbannführer

Obersturmbannführer va ser un grau paramilitar de l'NSDAP. Rang paramilitar utilitzat per les SA i posteriorment amb caràcter de grau militar a les SS. Va ser creat el maig de 1933 per satisfer la necessitat d'un grau militar de rang superior al de Sturmbannführer mentre que les SA s'ampliaven. Va arribar a ser un rang de les SS al mateix temps. Es pot traduir com "cap superior d'unitat d'assalt". El grau de Obersturmbannführer era menor al de Standartenführer i era l'equivalent Oberstleutnant (tinent coronel) de la Wehrmacht.

## Obersturmbannführer coneguts

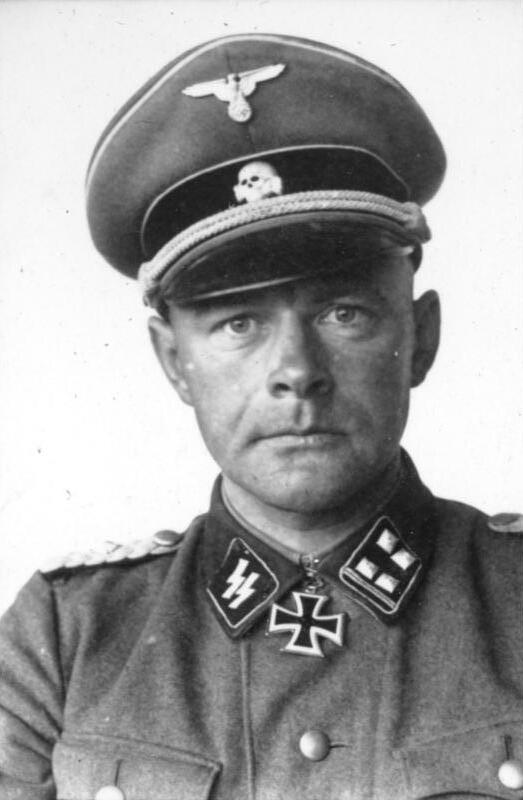
Obersturmbannführer Werner Ostendorff

Entre els Obersturmbannführer més coneguts hi havia Rudolf Höss i Adolf Eichmann. Höss era comandant del camp de concentració d'Auschwitz, mentre que Eichmann era el principal artífex de l'escenificació de la política nazi sobre l'anomenada Solució final (Endlösung) en la qual Auschwitz va tenir un paper tan important. Eichmann va ser promogut a Obersturmbannführer el 1940 i nomenat com a tal minuts abans de la conferència de Wannsee on va començar la Endlösung. Durant el judici d'Eichmann pels seus crims de guerra, el 1962, el "caça-nazis" Gideon Hausner va cridar l'atenció sobre la importància i la responsabilitat del rang de Obersturmbannführer d'Eichmann quan, en resposta a la proclama d'aquest que ell era simplement un oficinista que obeïa ordres, Hausner li va preguntar: "¿Vostè era un Obersturmbannführer o una secretària?". En Eichmann a Jerusalem, Hannah Arendt exposa que el grau de Obersturmbannführer era un grau d'importància, precisant que Eichmann somiava "amb el seu ascens a Standartenführer. Arendt també precisa que (...) a la gent com Eichmann, que havia ascendit de rang, mai li va ser permès avançar més enllà d'un Tinent coronel (és a dir, el grau de Obersturmbannführer), excepte en el front.

## Insígnia

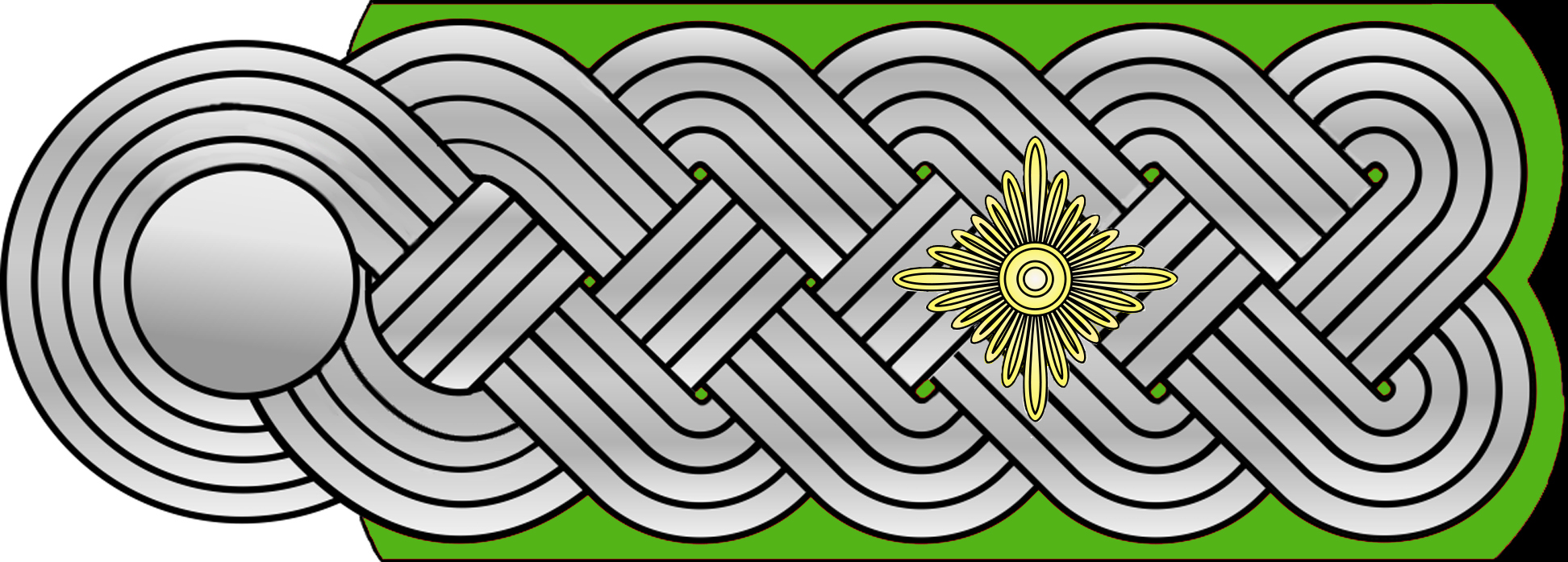
Galó d'un Obersturmbannführer

Les insígnies per al Obersturmbannführer eren quatre comptes de plata i una línia, centrada en el coll esquerre d'un uniforme de SS o SA. El rang també s'exhibia a l'espatlla de la Wehrmacht i era el rang més alt de SS o SA a exhibir.